# La família que tu tries
La família que tu tries (títol original: The Peanut Butter Falcon) és una pel·lícula estatunidenca de comèdia dramàtica escrita i dirigida per Tyler Nilson i Michael Schwartz i estrenada el 2019. És protagonitzada per Shia LaBeouf, Zack Gottsagen, Dakota Johnson, John Hawkes, Bruce Dern, Jon Bernthal i Thomas Haden Church. Es va estrenar al South by Southwest el 9 de març del 2019 i es va distribuir en uns pocs cinemes dels EUA a partir del 9 d'agost del mateix any. Va ser un èxit sorpresa, amb una recaptació de més de 20 milions de dòlars, el film independent més taquiller de l'any, i amb molt bones valoracions de la crítica. Es va estrenar doblada al català el 17 de juliol del 2020.

## Argument
En Zak és un jove amb síndrome de Down que s'escapa de la residència on viu perquè té un somni: convertir-se en un lluitador professional. Un seguit de circumstàncies faran que conegui en Tyler, un delinqüent que també ha fugit i que es convertirà en el seu entrenador i en el seu amic. També participarà d'aquesta aventura l'Eleanor, una infermera una mica peculiar.

## Repartiment
- Shia LaBeouf com a Tyler
- Zack Gottsagen com a Zak
- Dakota Johnson com a Eleanor
- John Hawkes com a Duncan
- Bruce Dern com a Carl
- Jon Bernthal com a Mark
- Thomas Haden Church com a Clint